# Bluetooth de baja energía
Bluetooth Low Energy (Bluetooth LE, coloquialmente BLE) es una tecnología de red de área personal inalámbrica, diseñada y comercializada por Bluetooth SIG destinada a aplicaciones en el cuidado de la salud, fitness y beacons, seguridad y las industrias de entretenimiento en el hogar. Comparado con Bluetooth clásico, Bluetooth Low Energy está diseñado para proporcionar un bajo consumo de energía, manteniendo un rango de alcance de comunicación similar.
Los sistemas operativos móviles, incluidos iOS, Android, Windows Phone y BlackBerry, así como macOS, Linux, Windows 8, 10 y 11 son compatibles con Bluetooth Low Energy. Bluetooth SIG predijo que para el 2024 el 100% de los dispositivos con Bluetooth soportaran Bluetooth Low Energy.
Es la primera tecnología abierta de comunicación inalámbrica, que ofrece comunicación entre dispositivos móviles u ordenadores y otros dispositivos más pequeños (de pila de botón). Diseñado para que funcione con poca energía. Hasta junio de 2007 se denominaba Wibree, nombre que proviene de dos palabras: "Wi" de la palabra wireless y bree, un término del inglés antiguo que significa travesía o atajo.
Bluetooth 6.0, lanzado en agosto de 2024, introdujo mejoras significativas en la tecnología BLE. Entre las novedades destacan:
- Channel Sounding: permite medir distancias con una precisión de hasta 10 centímetros mediante técnicas como Phase-Based Ranging (PBR) y Round-Trip Timing (RTT), mejorando la localización de dispositivos y la seguridad en aplicaciones como llaves digitales.
- Decision-Based Advertising Filtering (DBAF): optimiza el escaneo de dispositivos al filtrar señales irrelevantes, reduciendo el consumo energético en entornos con alta densidad de dispositivos.
- Mejoras en ISOAL: la capa de adaptación isócrona se optimizó para reducir la latencia en la transmisión de audio y datos sensibles al tiempo, beneficiando aplicaciones como auriculares inalámbricos y sistemas de control en tiempo real.

## Posicionamiento

### Marca Bluetooth SMART
En 2011 el Bluetooth SIG (Special Interest Group) anunció el esquema de logos Bluetooth SMART, con la intención de clarificar la compatibilidad entre dispositivos Bluetooth LE.
- Bluetooth SMART Ready indica un dispositivo en modo dual - típicamente un portátil o teléfono inteligente - que opera tanto con periféricos Bluetooth Classic, como LE.
- Bluetooth SMART indica un dispositivo sólo-LE - típicamente un sensor operado por batería - que requiere o un dispositivo Bluetooth SMART Ready o SMART para funcionar.

Adviértase que algunos dispositivos 'SMART Ready' pueden necesitar actualización de software para permitir una conectividad plena; por ejemplo, el Samsung Galaxy S III aparece como SMART ready, pero las versiones de Android anteriores a 4.3 no tienen soporte para Bluetooth LE.

## Características
Permite la comunicación entre dispositivos de pila de botón y dispositivos Bluetooth, que opera en 2.4 GHz (una de las bandas ISM), con una tasa de transferencia de 1 Mbps en la capa física. Los chips de BLE tienen amplias opciones de empleo en la industria. Además, tienen el mismo tamaño de los dispositivos Bluetooth clásicos. Tiene soporte para seguridad, ya que emplean el sistema de cifrado AES y esquemas de seguridad configurables.

## Historia
Tecnología desarrollada por Nokia en octubre de 2006 y rápidamente ha sido acogida y apoyada por otras empresas para asegurar una disponibilidad rápida de la nueva tecnología, la interoperabilidad se diseña con un grupo de empresas principales las cuales representan a los fabricantes de semiconductores, vendedores de dispositivos y proveedores de servicio, a saber: Nordic Semiconductor, Broadcom Corporation, CSR y Epson.
Otras contribuciones son de Suunto y Taiyo Yuden. Se proyectaba que Wibree estaría ampliamente disponible en la industria a través de un foro existente para comienzos de 2008 donde se habilitara ampliamente la adopción temprana de esta tecnología.
Nordic Semiconductor y CSR poseen la licencia de la tecnología Wibree y la del desarrollo del (Bluetooth-Wibree dual-mode) chip de modo dual Bluetooth–Wibree.
Nordic Semiconductor y Epson poseen a su vez la licencia para el (Wibree stand-alone) microchip único Wibree. Suunto y Taiyo Yuden están contribuyendo en las especificaciones de interoperabilidad en sus respectivas áreas.
El Dr. Bob Iannucci, jefe del centro de investigación de Nokia, decía que la tecnología sería diez veces más eficaz que la actual de Bluetooth, con un rendimiento de 6 dpm.

## Aplicaciones
Wibree se diseñó con dos alternativas: aplicación única y aplicación modo dual.
- Wibree de implementación única; funciona para dispositivos que requieren un consumo bajo de energía, pequeños y de bajo costo, como relojes, sensores deportivos, teclados inalámbricos, etc.

- Wibree de implementación modo dual Bluetooth y Wibree; se diseña para su uso en dispositivos Bluetooth donde Wibree se integra con Bluetooth y BluetoothRF utilizando los dispositivos existentes dirigido especialmente a dispositivos como teléfonos móviles, consolas de TV, ordenadores personales, etc.

Uno de los casos de uso de BLE consiste en rastrear objetos, mascotas o personas. Por ejemplo, es posible utilizar un dispositivo BLE como beacon. Dependiendo del alcance y autonomía del dispositivo es posible utilizarlo para detección de proximidad de objetos estáticos o en movimiento. El alcance típico de un beacon es de 10 a 30 metros, lo cual puede ser adecuado para localizar las llaves en la casa, un vehículo en el estacionamiento, una maleta en el aeropuerto, etc.
BLE se ha consolidado como una tecnología clave en aplicaciones de Internet de las Cosas (IoT), destacando en:
- Dispositivos portátiles: como relojes inteligentes, rastreadores de actividad física y dispositivos médicos, gracias a su bajo consumo energético y tamaño reducido.
- Servicios basados en ubicación: incluyendo seguimiento de activos, navegación en interiores y marketing de proximidad, aprovechando la precisión mejorada en la localización.
- Redes de dispositivos: mediante el uso de BLE Mesh, permitiendo la comunicación entre miles de dispositivos en aplicaciones como automatización del hogar y control industrial.

## Audio sobre BLE
A partir de la especificación Bluetooth 5.2, se introdujo el perfil LE Audio, que permite la transmisión de audio mediante Bluetooth de baja energía. El principal avance de este perfil es la adopción del códec LC3 (Low Complexity Communication Codec), que proporciona mejor calidad de sonido, menor latencia y mayor eficiencia energética.
Estas características han posibilitado el uso de BLE en dispositivos de audio como audífonos, parlantes y auriculares inalámbricos, ampliando el rango de aplicaciones de esta tecnología.